# カリダ
カリダ (Caridad) は、ホンジュラスバジェ県の基礎自治体。

## 位置
北でサン・アントニオ・デル・ノルテ及びラウテリーク、南にアラメシナ、東にクラレン、西でエルサルバドルに接する。

## 歴史
当初はハシエンダ・ラ・カリダ (Hacienda La Caridad) としてナカオメの一部であり、グアテマラ出身のマルドナド家が所有していたが、彼らは公用地になることを求めていた。1825年の分離政策ではコマヤグア県の一部、1869年にラパス県の一部、1893年にはバジェ県の一部となっていた。

## 村
5村34集落を抱える。
- カリダ (Caridad)
- ホンダブレ1号 (Hondable No.1)
- ラ・エスペランサ (La Esperanza)
- ラス・デリシアス (Las Delicias)
- サン・アントニオ (San Antonio)

## 風景

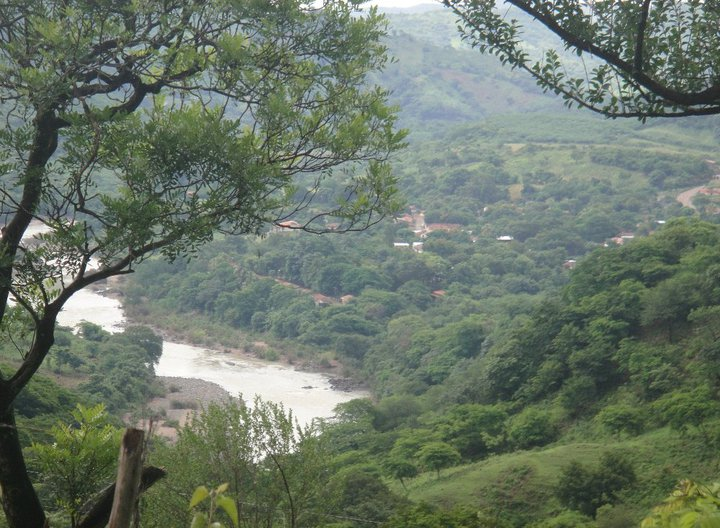
カリダに通じる有料道路から見たカリダッド
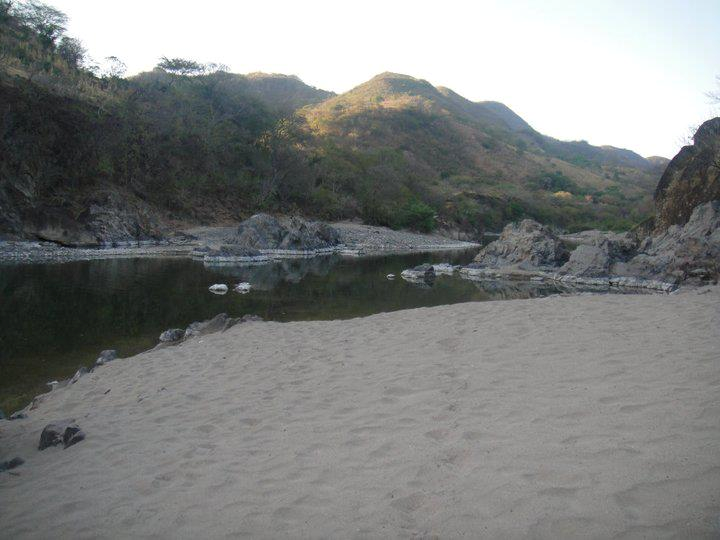
カリダ村近くのゴアスコラン川